# Pyra Labs
Pyra Labs es la empresa que acuñó la palabra blog, y la creadora del servicio de Blogger.
Los cofundadores Evan Williams y Meg Hourihan, desarrollaron el primer producto de la empresa, llamado "Pyra"; ésta, fue una aplicación web que combinaba un gestor de proyectos, un gestor de contactos, y una lista de tareas pendientes. En 1999, estaba aún en fase beta la "rudimentaria Pyra", que fue luego utilizada en un proyecto de herramientas en el que, finalmente, se convirtió Blogger.
El servicio se puso a disposición del público en agosto de 1999, y gran parte de la codificación fue realizada por Paul Bausch y Matthew Haughey.
Inicialmente, Blogger era completamente gratuito y no existía un modelo de ingresos . En enero de 2001, Pyra pidió a los usuarios de Blogger donaciones para comprar un nuevo servidor. Cuando el capital inicial de la empresa se agotó casi al mismo tiempo, los empleados continuaron sin paga durante semanas o, en algunos casos, meses; pero esto no pudo durar, y finalmente Williams se enfrentó a una huelga masiva de todos, incluida la cofundadora Hourihan. Williams dirigió la empresa prácticamente solo hasta que pudo asegurar una inversión de Trellix después de que su fundador, Dan Bricklin, se enterara de la situación de Pyra. Finalmente, surgieron Blogspot y Blogger Pro con publicidad .
En 2002, Blogger fue reescrito por completo para licenciarlo a otras empresas, la primera de las cuales fue Globo.com de Brasil.
El 17 de febrero de 2003, Pyra fue adquirida por Google.